# Simon Guli
Simon Guli, född 14 januari 1996, är en svensk fotbollsspelare.

## Karriär
I mars 2015 flyttades Guli upp i GAIS A-lag på ett lärlingskontrakt. Han fick göra två inhopp för klubben i Superettan 2015. I januari 2016 förlängdes hans kontrakt med sex månader.
I augusti 2016 värvades Guli av division 2-klubben Assyriska BK på ett kontrakt säsongen ut. I februari 2017 förlängde han sitt kontrakt med ett år. I februari 2018 förlängde Guli sitt kontrakt med ett år. Inför säsongen 2019 värvades Guli av Sävedalens IF.

## Karriärstatistik
| Klubb              | Säsong             | Liga                       | Liga    | Liga | Svenska cupen | Svenska cupen | Totalt  | Totalt |
| Klubb              | Säsong             | Division                   | Matcher | Mål  | Matcher       | Mål           | Matcher | Mål    |
| ------------------ | ------------------ | -------------------------- | ------- | ---- | ------------- | ------------- | ------- | ------ |
| GAIS               | 2015               | Superettan                 | 2       | 0    | 0             | 0             | 2       | 0      |
| GAIS               | 2016               | Superettan                 | 0       | 0    | 2             | 0             | 2       | 0      |
| GAIS               | Totalt             | Totalt                     | 2       | 0    | 2             | 0             | 4       | 0      |
| Assyriska BK       | 2016               | Division 2 Västra Götaland | 16      | 3    | 0             | 0             | 16      | 3      |
| Assyriska BK       | 2017               | Division 1 Södra           | 13      | 1    | 1             | 0             | 14      | 1      |
| Assyriska BK       | 2018               | Division 2 Västra Götaland | 16      | 2    | 2             | 1             | 18      | 3      |
| Assyriska BK       | Totalt             | Totalt                     | 45      | 6    | 3             | 1             | 48      | 7      |
| Sävedalens IF      | 2019               | Division 2 Norra Götaland  | 23      | 8    | 0             | 0             | 23      | 8      |
| Sävedalens IF      | 2020               | Division 2 Norra Götaland  | 9       | 1    | 0             | 0             | 9       | 1      |
| Sävedalens IF      | 2021               | Division 2 Västra Götaland | 10      | 0    | 0             | 0             | 10      | 0      |
| Sävedalens IF      | Totalt             | Totalt                     | 42      | 9    | 0             | 0             | 42      | 9      |
| Totalt i karriären | Totalt i karriären | Totalt i karriären         | 89      | 15   | 5             | 1             | 94      | 16     |